# Le Grand-Bourg
Le Grand-Bourg è un comune francese di 1 261 abitanti situato nel dipartimento della Creuse nella regione della Nuova Aquitania.

## Società

### Evoluzione demografica
Abitanti censiti